# Васькино (Владимирская область)
Ва́ськино  — деревня в составе муниципального образования Октябрьского сельского поселения в Вязниковском районе Владимирской области России. Этот населённый пункт состоит из одной улицы.

## География
Васькино расположена в 10 километрах от железнодорожной станции Сеньково на линии Ковров — Нижний Новгород. Находится в 3 км от поселка Никологоры

## Население
| 1859 | 1905 | 1926 | 2002 | 2010 | 2021 |
| ---- | ---- | ---- | ---- | ---- | ---- |
| 102  | ↗161 | ↗190 | ↘3   | ↘0   | →0   |